# Trường Đại học Khoa học, Đại học Thái Nguyên
Trường Đại học Khoa học là một trong những trường đại học thành viên của Đại học Thái Nguyên. Được thành lập vào 10/2002 với tên gọi Khoa Khoa học Tự nhiên. Đến năm 2005, đổi tên thành Khoa Khoa học Tự nhiên và Xã hội. Đến năm 2006, đổi thành Đại học Khoa học.
Nhà trường đào tạo các ngành Đại học gồm: Cử nhân Toán học chương trình đào tạo định hướng giáo viên, Cử nhân Vật lý, Chương trình đào tạo Công nghệ bán dẫn, Cử nhân Toán ứng dụng (chuyên ngành Toán-Tin ứng dụng, chương trình đào tạo định hướng giáo viên), Cử nhân Hóa học, Cử nhân Hóa dược, Cử nhân Công nghệ kĩ thuật Hóa học, Cử nhân Địa lý, Cử nhân Khoa học môi trường, Cử nhân Sinh học, Cử nhân Công nghệ Sinh học, Cử nhân Văn học, Cử nhân Lịch sử, Cử nhân Khoa học quản lý, Cử nhân Công tác xã hội, Cử nhân Việt Nam học, Cử nhân Khoa học thư viện (chuyên ngành Thư viện- Thiết bị trường học), Cử nhân Quản lý Tài nguyên và Môi trường, Du lịch, Cử nhân Luật, Cử nhân Ngôn ngữ Anh (chuyên ngành Tiếng Anh du lịch), Cử nhân Báo chí, Trung Quốc học, Hàn Quốc học. Nhà trường đào tạo sau đại học gồm: Đào tạo 10 chuyên ngành Thạc sĩ: Công nghệ Sinh học, Toán ứng dụng, Phương pháp toán sơ cấp, Hóa phân tích, Văn học Việt Nam, Quang học, Quản lý tài nguyên và mội trường, Khoa học quản lý, Lý luận và Lịch sử Nhà nước và Pháp luật, Lịch sử Đảng cộng sảng Việt Nam; Đào tạo 6 chuyên ngành Tiến sĩ: Hóa Sinh học, Đại số và lý thuyết số, Toán ứng dụng, Quản lý tài nguyên và môi trường, Quang học, Hóa học. Trường có tên giao dịch quốc tế là: Thai Nguyen University of Sciences (TNUS).

## Lịch sử
Trường Đại học Khoa học (ĐHKH) thuộc Đại học Thái Nguyên (ĐHTN) tiền thân là Khoa Khoa học Tự nhiên, được thành lập năm 2002 theo Quyết định số 1286/QĐ-BGD&ĐT-TCCB ngày 28/03/2002 của Bộ trưởng Bộ Giáo dục và Đào tạo (Bộ GD&ĐT) với nhiệm vụ đào tạo, nghiên cứu khoa học và chuyển giao công nghệ các ngành thuộc lĩnh vực khoa học tự nhiên.
Đến tháng 11/2006, để phù hợp với sự mở rộng về quy mô và ngành đào tạo các lĩnh vực khoa học tự nhiên, xã hội và nhân văn, Giám đốc ĐHTN đã ký Quyết định số 803/QĐ-TCCB đổi tên thành Khoa Khoa học Tự nhiên và Xã hội.
Tháng 12/2008, Thủ tướng Chính phủ đã ký Quyết định số 1901/QĐ – TTg ngày 23/ 12/ 2008 về việc thành lập trường Đại học Khoa học trên cơ sở nâng cấp khoa Khoa học Tự nhiên và Xã hội thuộc ĐHTN.
Trường ĐHKH có chức năng đào tạo, bồi dưỡng cán bộ, nghiên cứu khoa học (NCKH), ứng dụng tiến bộ kỹ thuật và chuyển giao công nghệ thuộc lĩnh vực khoa học tự nhiên và khoa học xã hội ở khu vực trung du và miền núi phía Bắc. Trường là đơn vị sự nghiệp có thu, có tư cách pháp nhân, có con dấu và tài khoản riêng.
Nhiệm vụ của trường là đào tạo cán bộ có trình độ đại học và sau đại học phục vụ cho sự phát triển kinh tế - xã hội của khu vực và đất nước. Triển khai các đề tài NCKH, ứng dụng tiến bộ khoa học kỹ thuật và chuyển giao công nghệ thuộc lĩnh vực khoa học tự nhiên và xã hội phục vụ cho sự phát triển kinh tế - xã hội của khu vực và đất nước. Trường thực hiện nhiệm vụ quản lý đào tạo, NCKH, tổ chức cán bộ, cơ sở vật chất và các mặt công tác khác của trường theo quy định của Nhà nước, Bộ GD&ĐT và sự phân cấp của ĐHTN; Là đơn vị dự toán và kế toán hành chính sự nghiệp cấp 3 thuộc ĐHTN.

## Chức năng và nhiệm vụ
Trường ĐHKH có chức năng đào tạo, bồi dưỡng cán bộ, nghiên cứu khoa học (NCKH), ứng dụng tiến bộ kỹ thuật và chuyển giao công nghệ thuộc lĩnh vực khoa học tự nhiên và khoa học xã hội ở khu vực trung du và miền núi phía Bắc. Trường là đơn vị sự nghiệp có thu, có tư cách pháp nhân, có con dấu và tài khoản riêng.
Nhiệm vụ của trường là đào tạo cán bộ có trình độ đại học và sau đại học phục vụ cho sự phát triển kinh tế - xã hội của khu vực và đất nước. Triển khai các đề tài NCKH, ứng dụng tiến bộ khoa học kỹ thuật và chuyển giao công nghệ thuộc lĩnh vực khoa học tự nhiên và xã hội phục vụ cho sự phát triển kinh tế - xã hội của khu vực và đất nước. Trường thực hiện nhiệm vụ quản lý đào tạo, NCKH, tổ chức cán bộ, cơ sở vật chất và các mặt công tác khác của trường theo quy định của Nhà nước, Bộ GD&ĐT và sự phân cấp của ĐHTN; Là đơn vị dự toán và kế toán hành chính sự nghiệp cấp 3 thuộc ĐHTN.